# Isospora belli
Isospora belli, Cystoisospora belli – gatunek pasożyta jelitowego, należącego do typu apikompleksów.

## Rozwój

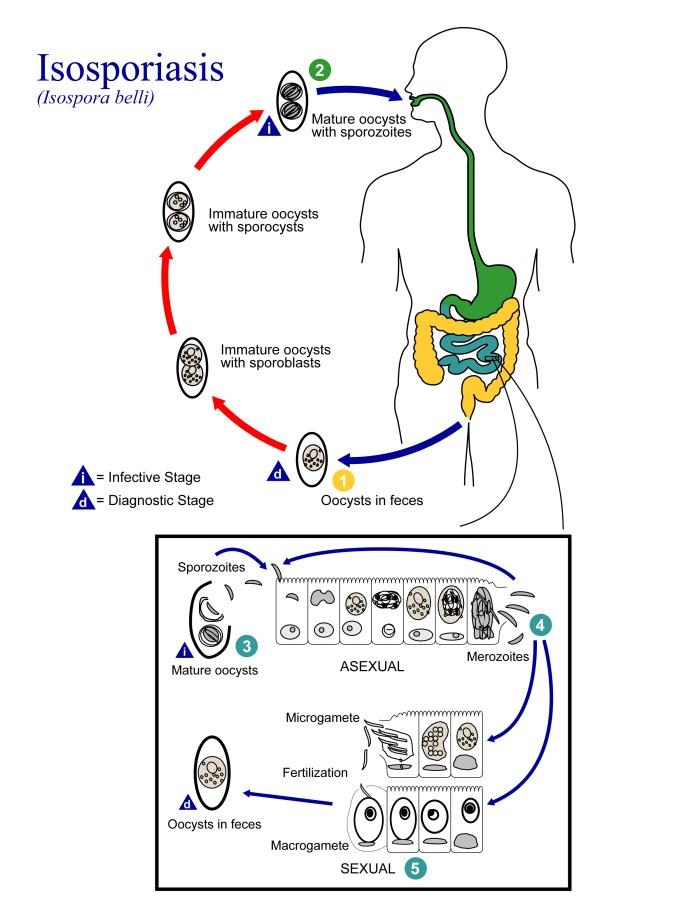
Cykl życiowy Isospora belli

W nabłonku jelita, w którym Isospora belli przebywa, zachodzi rozmnażanie płciowe i bezpłciowe. Jest to równoznaczne z uszkodzeniem tkanki jelita. Końcowym stadium gametogenezy jest oocysta, która występuje w kale osób zainfekowanych. Stanowi stadium diagnostyczne.

## Epidemiologia
Gatunek ten występuje na całym świecie, jednak najczęściej jest spotykany w regionach tropikalnych i subtropikalnych. Częstość infekcji u osób zdrowych i u tych, z obniżoną odpornością jest taka sama. Zakażenie najczęściej jest spowodowane spożyciem zanieczyszczonego pokarmu bądź wody. Możliwa jest także transmisja przez kontakt seksualny.

## Objawy kliniczne
U chorych bez niedoborów immunologicznych (immunokompetentnych) zakażenie może przebiegać bezobjawowo lub wywoływać wodnistą biegunkę, ból brzucha, nudności, gorączkę i utratę masy ciała. Choroba może przypominać lambliozę.
U chorych z zaburzeniami odporności biegunka może przybrać przewlekły lub cięższy przebieg.

## Badanie laboratoryjne
Isospora belli jest najczęściej wykrywana z zagęszczonego osadu kału. Inną metodą diagnostyczną jest barwienie jodyną lub badanie kwasooporności. Jeśli powyższe testy są negatywne wykonuje się biopsję błony śluzowej jelita cienkiego.

## Leczenie
Lekiem z wyboru jest kotrimoksazol (trimetoprim i sulfametoksazol). Skuteczność wykazuje również połączenie pirymetaminy z sulfadiazyną
Do metod profilaktycznych należy higiena osobista, unikanie kontaktów seksualnych analnych oraz wysokie warunki sanitarne.